# Filípides d'Atenes
Filípides (en llatí Philippides, en grec antic  Φιλιππίδης) fou un poeta còmic atenenc, fill de Filocles, considerat un dels sis principals poetes còmics de la nova comèdia.
Procedia del demos de Céfale, a l'Àtica. Suides el situa a l'olimpíada 111 (335 aC), però probablement va ser d'un temps una mica posterior (vers les olimpíades 118 a 122, a finals del segle iv aC i Suides hauria comès un error al confondre el personatge amb un orador i demagog del mateix nom, o hi hauria un petit error de transcripció que modificaria l'olimpíada del 111 a la 114 (223 aC). Era un dels aduladors de Demetri Poliorcetes i de Lisímac de Tràcia (proclamat rei el 306 aC), del que va aconseguir alguns favor per a Atenes. El 302 aC es va iniciar en els misteris d'Eleusis, que Plutarc i Diodor de Sicília diuen que va ridiculitzar.
En les seves comèdies atacava el luxe i la corrupció del seu temps, defensava els privilegis del seu art i utilitzava sàtires personals. Plutarc l'elogia en gran manera.
Aulus Gel·li afirma que va vèncer en un concurs poètic que no esperava, en la part final de la seva vida, cosa que li va produir tal alegria que va morir al moment d'un atac de cor, ja vell.
Suides diu que va escriure 45 comèdies, de les que es conserven els títols de 15:
- Αδωνιάζουσαι, (Dones de dol per Adonis)
- Αμφιάραος, (Amfiarau)
- Ανανέωσις, (Renovació)
- Αργυρίου ἀφανισμός, (Desaparició dels diners)
- Αὐλοί, ("Aulos", Flautes)
- Βασανιζομένη, (La tortura d'una dona)
- Λακιάδαι, ("Lakiádai")
- Μαστροπός, (El proxeneta)
- Ολυνθία, (Una dona d'Olint)
- Συμπλέουσαι o Συνεκπλέουσαι
- Φιλάδελφοι, (Els amants del seu germà)
- Φιλαθήναιος, (Els que estimen Atenes)
- Φιλάργυρος, (Els que estimen els diners)
- Φίλαρχος, (Filargos)
- Φιλευριπίδης, (El que li agrada Eurípides)

Αμφιάραος és de temàtica mitològica. Una altra obra de nom Τρίοδοι ἢ Ρωποπώλης seria també seva.